# دکتر آنتونیو
دکتر آنتونیو (ایتالیایی: Il dottor Antonio) یک فیلم درام تاریخی به کارگردانی انریکو گواتسونی است که در سال ۱۹۳۷ منتشر شد.

## بازیگران
- انیو چرلیسی
- ماریا گامبارلی
- لامبرتو پیکاسو
- وینیچو سوفیا
- مینو دورو
- مارگریتا بانی
- کلاودیو ارملی
- لوئیجی پاوزه
- جانینا کیانتونی
- رومولو کوستا
- گویدو چلانو
- اولینتو کریستینا
- آلفردو روبرت
- آکیله مایرونی
- آریستیده گاربینی
- پیترو توردی
- چزاره فانتونی
- میکله مالاسپینا
- انتسو بیلیوتی
- جووانی اونوراتو
- روکو داسونتا
- ماسیمو پیانفورینی